# Louise Ritter
Louise Ritter, född den 18 februari 1958 i Dallas, är en amerikansk före detta friidrottare som tävlade i höjdhopp.
Ritter deltog vid VM 1983 i Helsingfors där hon blev bronsmedaljör. Året efter deltog hon vid Olympiska sommarspelen 1984 i Los Angeles där hon slutade på åttonde plats. Samma resultat blev det vid VM 1987 i Rom. Hennes karriärs höjdpunkt blev vid Olympiska sommarspelen 1988 i Seoul där hon noterade ett nytt personligt rekord med 2,03 och vann guld. I finalen slog hon Stefka Kostadinova som slutade tvåa och Tamara Bykova som blev trea. 